# Brandenburgisches Orgelmuseum
Das Brandenburgische Orgelmuseum ist ein deutsches Orgelmuseum in Brandenburg und befindet sich in der Marienkirche von Bad Belzig. Es beherbergt Orgeln aus 3 Jahrhunderten.

## Sammlung (Auswahl)
Das Orgelmuseum hat derzeit sieben Orgeln, ein Clavichord und ein Harmonium.

### Papenius-Orgel von 1747
Die Orgel wurde von 1746 bis 1747 von Johann Adolarius Papenius aus Halberstadt für die Dorfkirche in Hordorf bei Oschersleben gebaut. Sie hat 20 Register auf zwei Manualen und Pedal.
1832 wurde durch Wilhelm Boden aus Halberstadt eine geringfügige Umdisponierung vorgenommen. Wahrscheinlich 1917 wurden die Prospektpfeifen abgegeben.
1974 trug die Firma VEB Schuke Orgelbau aus Potsdam die Orgel aus der einsturzgefährdeten Kirche in Hordorf ab und baute sie in Belzig im nördlichen Querhaus wieder auf. Dabei wurde die Originaldisposition von 1747 wieder hergestellt. Die Prospektpfeifen Principal 8′ wurden ersetzt und die Holzpfeifen Subbass 16′, die der Holzwurm beschädigt hatte, unter Verwendung der Kerne erneuert. 1979 wurde das rekonstruierte und restaurierte Instrument wieder eingeweiht. 2014 wurde es durch Schuke auf ein neugebautes Podest umgesetzt und gereinigt.
Die Papenius-Orgel ist mit 1.102 Pfeifen und 20 Registern das größte und älteste Exponat des Museums.

### Kabinettorgel um 1810
Um 1810 wurde die Kabinettorgel von einem unbekannten Erbauer geschaffen. Der erste Aufstellungsort ist unbekannt, auch, wann sie nach Groß Briesen kam.
Um 1980 wurde sie nach Belzig in die Winterkirche gebracht und dort gespielt. Kurz nach 1990 wurden neue Prospektpfeifen eingesetzt und 2011 erfolgte eine Restaurierung.
Die Kabinettorgel hat 5 Register ohne Pedal, die Windzufuhr erfolgt über einen Fußhebel.

### Giese-Orgel von 1867
1867 baute der Hoforgelbauer Friedrich Giese aus Dessau eine Orgel für die Kirche in Ilbersdorf bei Halle. Diese hatte 8 Register auf einem Manual und Pedal. Im Laufe der Zeit wurde sie erheblich beschädigt.
2011 wurde sie nach Bad Belzig gebracht. Die Orgel hat keine Pfeifen mehr, das Gehäuse und die Windladen sind in einem relativ guten Zustand.

### Schuke-Orgel von 1908
1908 baute Alexander Schuke aus Potsdam eine kleine pneumatische Orgel für die Dorfkirche in Toppel bei Havelberg.
Diese wurde zu einem unbekannten Zeitpunkt an die Firma Schuke zurückgegeben und dort restauriert. 2002 wurde sie dem Orgelmuseum als Leihgabe zur Verfügung gestellt.
Die Orgel hat vier Register auf einem Manual und Pedal und Kegelladen. Durch eine Superoctavkoppel kann der Tonumfang der Manualregister um jeweils eine Oktave erhöht werden. Der Spieltisch ist seitlich angebracht.
Die Disposition ist:
| Manual C–f3    |    |
| Prinzipal      | 8′ |
| Flauto amabile | 8′ |
| Salicional     | 8′ |

| Pedal C–d1 |     |
| Subbass    | 16′ |

Spielhilfen
- Koppeln : Pedalkoppel, Superoctavkoppel I/I

### Tischportativ
Ein Tischportativ unbekannter Herkunft kam 2011 aus dem Besitz der verstorbenen Kantorin Thea Labes in das Orgelmuseum. Es wird mit einer Hand gespielt, während die andere Hand über einen Balg die Luftzufuhr ermöglicht. Das Portativ hat 25 Pfeifen.